# مارغريت تيت
مارغريت تيت (بالإنجليزية: Margaret Tait)‏ (11 نوفمبر 1918، كيركوول في المملكة المتحدة - 1999)؛ كاتِبة وشاعرة بريطانية. درست في جامعة إدنبرة.